# Laudelina de Campos Melo
Laudelina de Campos Melo (Poços de Caldas, 12 de outubro de 1904 — Campinas, 12 de maio de 1991) foi uma brasileira militante do Partido Comunista Brasileiro, defensora dos direitos das mulheres e das empregadas domésticas, fundadora do primeiro sindicato daquela ocupação no Brasil.

## Vida pessoal
Laudelina nasceu em 12 de outubro de 1904, em Poços de Caldas, filha de pais alforriados pela Lei do Ventre Livre, em 1871. Seu pai morreu quando Laudelina tinha doze anos, atingido por uma árvore que cortava com outros dois filhos.  Obrigada a trabalhar desde os sete anos de idade, abandonou a escola para cuidar dos cinco irmãos mais novos, enquanto a mãe trabalhava.
| “ | A minha mãe dizia pra mim que eu deveria ter nascido homem, porque já nasci com aquela garra, com aquela coisa que tudo pra mim eu não deixava passar, eu queria enfrentar. | ” |

Na adolescência, auxiliava a mãe na confecção de compotas, geleias e doces caseiros que eram vendidos na cidade para aumentar a renda. Aos dezesseis anos foi eleita presidente do Clube 13 de Maio, que promovia atividades recreativas e políticas entre a população negra de sua cidade. Entre dezesseis e dezessete anos começou a trabalhar como empregada doméstica e trabalhou na casa de Juscelino Kubitschek. Mudou-se para a cidade de São Paulo aos dezoito anos e casou-se aos vinte anos, com Geremias Henrique Campos Mello. Em 1924 mudou-se para a cidade de Santos, onde teve seu primeiro filho.

## Militância
Junto do marido, Laudelina participou da agremiação Saudade de Campinas, grupo que valorizava a cultura negra em Santos. O casal se separou em 1938, com dois filhos como resultado da união. Laudelina passou a atuar de forma mais intensa em movimentos populares, de cunho político e reivindicatório, especialmente depois de se filiar ao Partido Comunista Brasileiro, em 1936. Neste mesmo ano, Laudelina fundou a primeira Associação de Trabalhadores Domésticos do país, fechada durante o Estado Novo, e voltando a funcionar em 1946. Várias outras associações começaram a surgir na cidade de São Paulo, sob a coordenação do professor Geraldo de Campos Oliveira, presidente do Clube Cultural Recreativo do Negro e membro do partido Libertador. Laudelina também trabalhou para a fundação da Frente Negra Brasileira, militando na maior associação da história do movimento negro, que chegou a ter trinta mil filiados ao longo da década de 1930.
Em 1948, a família para a qual Laudelina trabalhava a convidou para ser gerente do hotel fazenda que possuíam em Mogi das Cruzes, onde permaneceu por três anos. Com a morte da matriarca da família, Laudelina foi para Campinas, cidade que dava preferência às empregadas brancas, o que levou Laudelina a protestar junto do Correio Popular por veicular anúncios preconceituosos. Integrou-se ao Movimento Negro de Campinas, participando de eventos que visavam levantar a autoestima da comunidade negra, com teatros e palestras, inclusive promovendo, em 1957, um baile de debutantes (Baile Pérola Negra) para jovens negras, no Teatro Municipal de Campinas. Em 1961, obteve o apoio do Sindicato da Construção Civil de Campinas para fundar, em suas dependências, a associação de empregadas domésticas.

### Associação Profissional Beneficente
A Associação Profissional Beneficente das Empregadas Domésticas esteve em diversas frentes e lutas, em especial contra o preconceito racial. Mil e duzentas empregadas domésticas estiveram no ato da inauguração da associação, em 18 de maio de 1961. No ano seguinte, foi convidada para participar da organização de diversos sindicatos da categoria em outros estados, participando também de movimentos negros e feministas.
Para que a associação não fechasse, devido ao Golpe de Estado de 1964, Laudelina aceitou abrigá-la na União Democrática Nacional (UDN). A entidade acabou se dissociando, depois que Laudelina ficou doente em 1968, o que a levou a se desvincular do movimento de empregadas domésticas. Voltou à direção em 1982, por insistência de suas antigas companheiras. Em 1988, a associação se tornou Sindicato das Empregadas Domésticas e continuou a lutar em favor do direito das empregadas domésticas, combatendo a discriminação da sociedade em relação às empregadas domésticas, exigindo melhor remuneração e igualdade de direitos sociais.

## Morte e legado
Laudelina morreu em 12 de maio de 1991, aos oitenta e seis anos, em Campinas, deixando sua casa para o sindicato da cidade.
Em 1989, foi criada a organização não governamental Casa Laudelina de Campos Mello, dedicada a celebrar a atuação e militância de Laudelina, fundamentais para a conquista do direito à carteira de trabalho e à previdência social.
Em 2005, a memória de Laudelina foi homenageada pelo presidente Luiz Inácio Lula da Silva com a adição à Ordem do Mérito do Trabalho no grau de Cavaleira post-mortem.
O documentário Laudelina: Lutas e Conquistas, produzido em 2015 numa parceria entre o Museu da Cidade e o Museu da Imagem e do Som (MIS), ambos de Campinas, celebra a história de vida da líder sindical. O filme combina a interpretação da atriz Olívia Araújo e trechos de uma entrevista com a ativista realizada em 1989.
Em 12 de outubro de 2020, Laudelina foi homenageada pelo Google com um Doodle.